# Ischnopsyllus ussuriensis
Ischnopsyllus ussuriensis är en loppart som beskrevs av Medvedev 1986. Ischnopsyllus ussuriensis ingår i släktet Ischnopsyllus och familjen fladdermusloppor. Inga underarter finns listade i Catalogue of Life.